# Brzezinki (Toporów)
Brzezinki – opuszczona osada  wsi Toporów w Polsce, położona w województwie lubuskim, w powiecie świebodzińskim, w gminie Łagów, do 1945 roku niemiecki folwark.
W latach 1975–1998 Brzezinki położone były w województwie zielonogórskim.